# Fause Foodrage
«Fause Foodrage» (с англ. — «Презренный Фудрейдж»; Child 89, Roud 57) — народная баллада шотландского происхождения. Фрэнсис Джеймс Чайлд в своём собрании приводит три её варианта, из манускриптов Тайтлера (он первым из всех увидел свет, в 1802 году в сборнике Вальтера Скотта «Песни шотландской границы»), Мазеруэлла и Харриса, а также мелодию в приложении.

## Сюжет
Три короля (их имена, согласно разным вариантам — Easter/Eastmure king, Wester/Westmure king и Honor/Onorie/Luve) ухаживают за знатной леди, и третий добивается его любви. В день свадьбы один из соперников убивает жениха и занимает его место. В первом варианте дальнейшие события развиваются прозаично и нехарактерно для баллады: спустя четыре месяца происходит восстание знати, и дворянин по имени Презренный Фудрейдж убивает короля. Он щадит вдову и готов также пощадить не родившегося ещё ребёнка, если тот окажется девочкой. Дальнейшее развитие событий наиболее подробно описывается в первой версии текста. Королеве удаётся сбежать до рождения сына и произвести его на свет в свином стойле. Её находит женщина (в первом варианте — жена некоего Мудрого Уильяма), и вдова убеждает её поменяться младенцами, потому что у той есть новорожденная дочь. Когда мальчик вырастает, Уильям открывает ему, что тот — законный наследник. Юноша убивает Фудрейджа и женится на дочери своего опекуна.
Сюжет баллады носит определённое сходство со следующей по нумерации Чайлда, «Jellon Grame» (Child 90). Первый вариант её текста содержит строфу, сходную с содержащейся в поэме Элизабет Уордлоу «Hardeknute» из второго тома сборника Перси (тот посчитал её аутентичной). По этой причине Скотт сомневается в её подлинности, однако Чайлд считает, что исполнительница миссис Браун могла неосознанно включить в текст эту строфу, поскольку «Хардекнуд» был в то время хорошо известен.